# Johannes Tak van Poortvliet

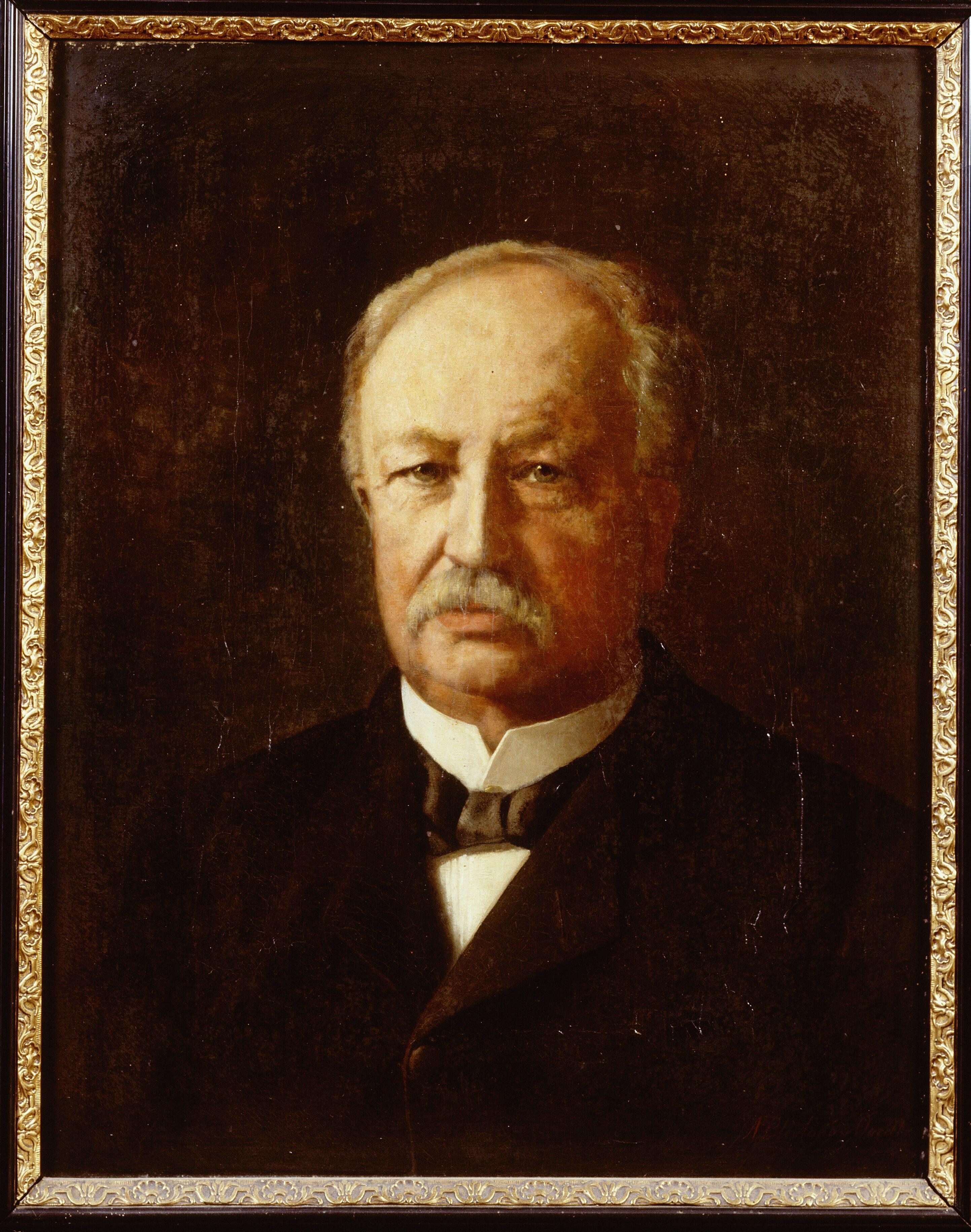
Johannes Pieter Roetert Tak van Poortvliet (Gemälde von Adri Bleuland van Oordt)

Johannes Pieter Roetert Tak van Poortvliet (Geburtsname: Johannes Pieter Roetert Tak; * 21. Juni 1839 in Engelen, Provinz Noord-Brabant; † 26. Januar 1904 in Den Haag) war ein niederländischer Politiker der 1885 gegründeten Liberale Unie, der bereits zuvor als Liberaler zwischen 1870 und 1877 Mitglied der Zweiten Kammer der Generalstaaten sowie im Kabinett Kappeyne van de Coppello von 1877 bis 1879 Minister für Wasserwirtschaft, Handel und Industrie war. Im Anschluss war er von 1880 bis 1884 erst wieder Mitglied der Zweiten Kammer sowie daraufhin zwischen 1884 und 1888 Mitglied der Ersten Kammer der Generalstaaten, ehe er von 1888 bis 1891 erneut Mitglied der Zweiten Kammer war.
Im Kabinett Van Tienhoven bekleidete Tak van Poortvliet zwischen 1891 und 1894 das Amt des Innenministers und war 1904 kurzzeitig kommissarischer Ministerpräsident. Als Innenminister strebte er die Ausweitung des Wahlrechts an. Die Zweite Kammer löste sich 1894 aufgrund des Widerstands gegen diesen nach ihm benannten Vorschlag und dem daraus resultierenden Streit der sogenannten Takkianen und Anti-Takkianen auf. Die darauf folgende Parlamentswahl 1894 stand ganz im Zeichen seines Wahlrechtsvorschlags. Er war im Anschluss zwischen 1894 und 1901 wieder Mitglied der Zweiten Kammer sowie daraufhin von 1901 bis zu seinem Tode 1904 Mitglied der Ersten Kammer.

## Leben

### Mitglied der Zweiten Kammer und Minister im Kabinett Kappeyne

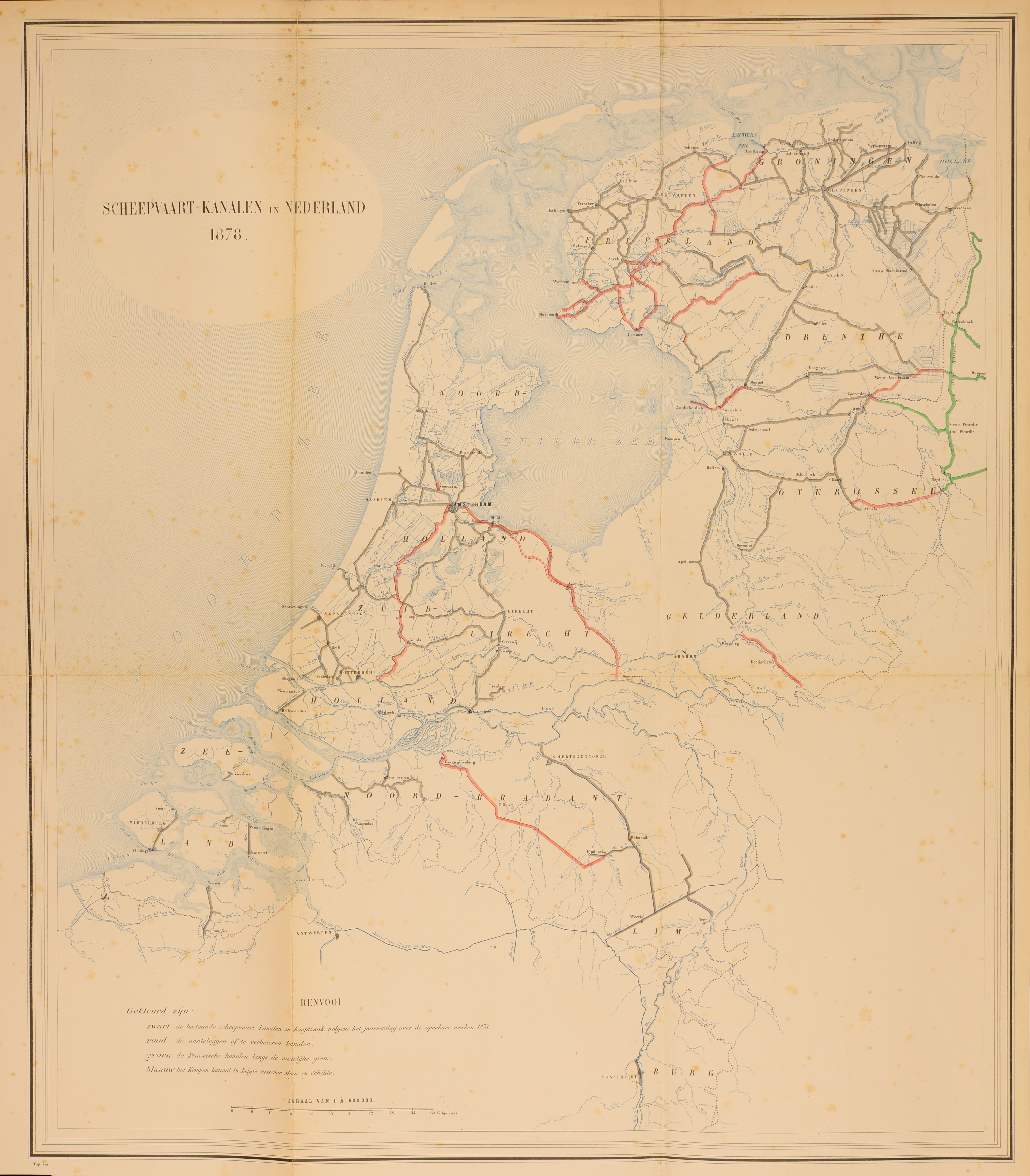
Karte zum Kanalgesetz (Kanalenwet) von 1878 mit bestehende und geplanten Wasserstraßen.

Johannes Pieter Roetert Tak, Sohn des Großgrundbesitzers und Predigers Adriaan Tak, heer van Poortvliet (1805–1873), war vom 15. März 1865 bis zum 20. Dezember 1870 Beamter in einem Ausschuss der Zweiten Kammer der Generalstaaten, des Unterhauses des Parlaments (Generalstaaten). Am 21. Oktober 1870 wurde er als Liberaler erstmals selbst Mitglied der Zweiten Kammer und vertrat dort zunächst bis zum 10. Juli 1875 den Wahlkreis Middelburg. Im Juli 1874 nahm er den Namenszusatz „van Poortvliet“ an und führte seither den vollständigen Namen Johannes Pieter Roetert Tak van Poortvliet. Er wurde am 20. September 1875 im Wahlkreis Zutphen wieder zum Mitglied der Zweiten Kammer gewählt, der er nunmehr bis zum 7. November 1877 angehörte.
Im Kabinett Kappeyne van de Coppello übernahm Tak van Poortvliet am 7. November 1877 das Amt als Minister für Wasserwirtschaft, Handel und Industrie (Minister van Waterstaat, Handel en Nijverheid) und bekleidete dieses bis zum 20. August 1879. 1878 wurde das Lokalbahngesetz (Lokaalspoorwegwet) erlassen, das den staatlichen Bau von Lokaleisenbahnen außerhalb des Hauptnetzes erlaubte. Ebenfalls 1878 wurde das Kanalgesetz (Kanalenwet) erlassen, das bestehende und geplante Wasserstraßen umfasste und bei dem er von dem Wasserbauingenieur Cornelis Lely unterstützt wurde, der später im Kabinett Van Tienhoven von 1891 bis 1894 selbst Minister für Wasserwirtschaft, Handel und Industrie war.
Im Anschluss wurde er am 24. Februar 1880 wieder Mitglied der Zweiten Kammer und vertrat dort bis zum 11. Oktober 1884 den Wahlkreis Amsterdam. Er schloss sich in dieser Zeit der nach dem bisherigen Ministerpräsidenten Joannes Kappeyne van de Coppello benannten liberalen Gruppe Kappeyniaan an. Er spielte eine wichtige Rolle bei der Ablehnung des Handelsvertrages mit Frankreich, was zu einer Krise im Kabinett Van Lynden van Sandenburg führte. Daraufhin wurde er als Kabinetsformateur am 31. Juli 1882 mit der Regierungsbildung beauftragt. Da ihm diese bis zum 8. August 1882 jedoch nicht gelang, blieb Ministerpräsident Constantijn Theodoor van Lynden van Sandenburg im Amt. Im März 1884 wurde er als dritter Präsident der Zweiten Kammer nominiert.

### Mitglied der Ersten Kammer und Innenminister im Kabinett Van Tienhoven

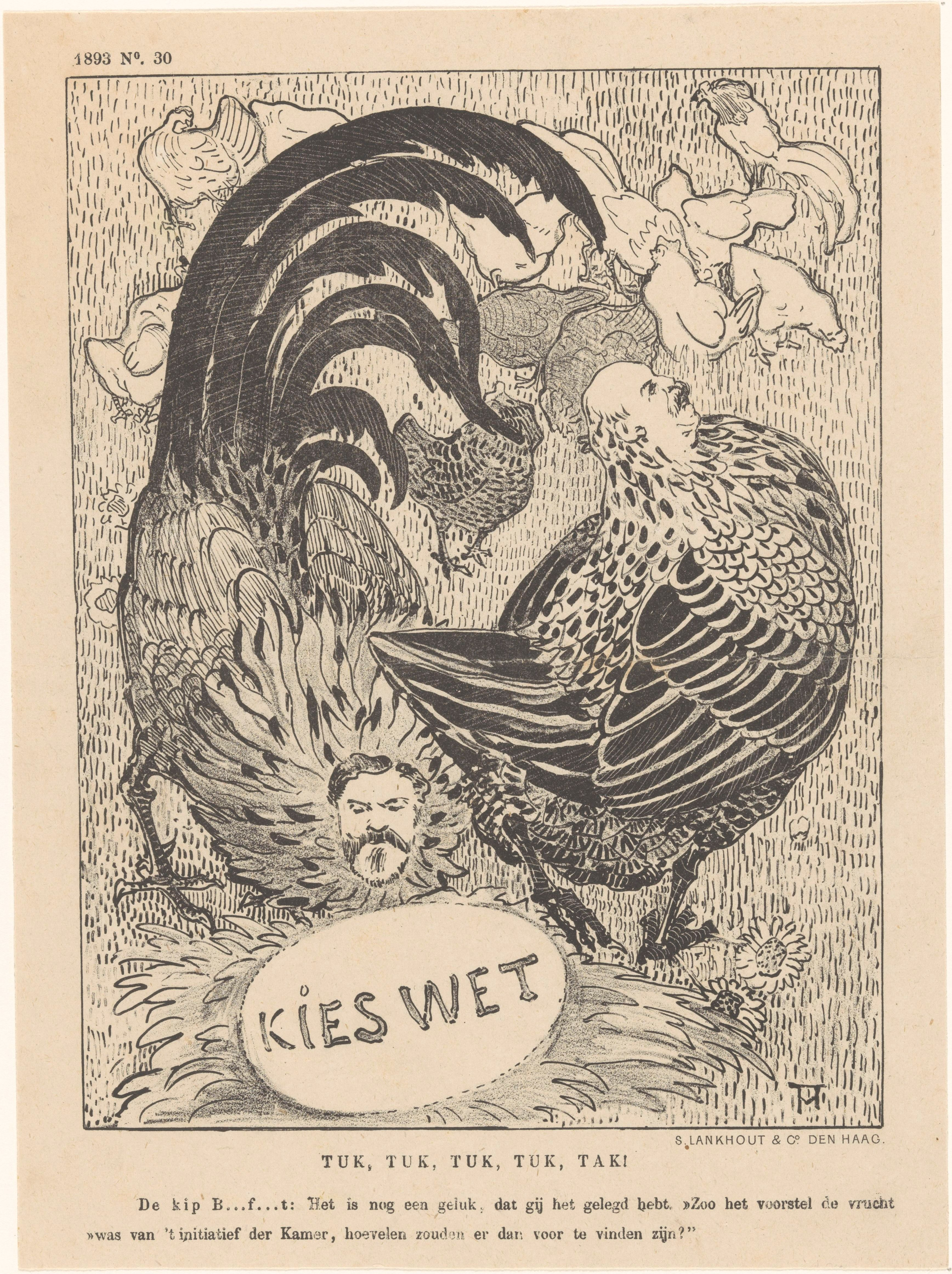
Karikatur von Tak van Poortvliet und dessen Gegner Willem Hendrik de Beaufort als Streithähne bei der Diskussion über das Wahlgesetz (Kieswet) (um 1893).

Johannes Tak van Poortvliet wurde am 17. November 1884 erstmals Mitglied der Ersten Kammer der Generalstaaten, des Oberhauses des Parlaments, und vertrat dort bis zum 17. August 1887 die Provinz Noord-Holland. Während dieser Zeit trat er der am 4. März 1885 gegründeten Liberalen Union (Liberale Unie) bei, der er bis Februar 1901 angehörte. Er war daraufhin zwischen dem 15. September 1887 und dem 20. August 1891 Deichgraf des Deichverbandes Delfland in Delft (Hoogheemraadschap van Delfland). Zugleich wurde er am 19. September 1887 auch wieder Mitglied der Ersten Kammer der Generalstaaten und vertrat in dieser erneut bis zum 27. März 1888 die Provinz Noord-Holland. Nach seinem Ausscheiden aus dem Oberhaus wurde er bei der Parlamentswahl 1888 abermals zum Mitglied der Zweiten Kammer gewählt, in der er vom 1. Mai 1888 bis 21. August 1891 den Wahlkreis Amsterdam vertrat. Bei der Parlamentswahl 1891 unterlag er im Wahlkreis Delft Henri Adolphe van de Velde von der Anti-Revolutionaire Partij (ARP).
Am 21. August 1891 wurde Tak van Poortvliet als Innenminister (Minister van Binnenlandse Zaken) in das Kabinett Van Tienhoven berufen und bekleidete dieses Amt bis zum 8. Mai 1894. Während seiner Amtszeit als Innenminister kam es 1892 zur Gründung der Zentralkommission für Statistik (Centrale Commissie voor de Statistiek), aus der 1899 das Zentrale Amt für Statistik CBS (Centraal Bureau voor de Statistiek) hervorging. Ebenfalls 1892 unterbreitete er den Entwurf eines Wahlgesetzes (Kieswet), der eine erhebliche Ausweitung des Wahlrechts für Männer vorschlug und etwa 75 Prozent aller Männer berücksichtigen sollte. Die Voraussetzungen für die Erlangung des Wahlrechtsänderung waren nach diesem Vorschlag, dass die Berechtigten Lesen und Schreiben können mussten und nicht von der Bettelei leben durften. Einer der Gegner der Wahlrechts war der ehemalige Vorsitzende der Liberalen Fraktion und spätere Außenminister Willem Hendrik de Beaufort. Die Annahme eines Änderungsantrags des Abgeordneten Willem de Meijier mit 57 gegen 41 Stimmen am 9. März 1894 führte zur Zurückziehung des Gesetzentwurfs. Die Zweite Kammer löste sich 1894 aufgrund des Widerstands gegen diesen nach ihm benannten Vorschlag. Tak van Poortvliet hatte lediglich davon abgeraten, die Änderung zu übernehmen. Der darauf folgende Wahlkampf stand ganz im Zeichen von Taks Vorschlag, bei dem die Spaltung zwischen Anhängern und Gegnern quer durch die politischen Bewegungen – die sogenannten Takkianer und Anti-Takkianer – ging.
Zudem fungierte er nach dem Rücktritt von Ministerpräsident Gijsbert van Tienhoven vom 22. März bis zum 8. Mai 1894 als kommissarischer Vorsitzender des Ministerrats (tijdelijk Voorzitter van de Ministerraad).

### Wiederwahl in die Zweite und Erste Kammer

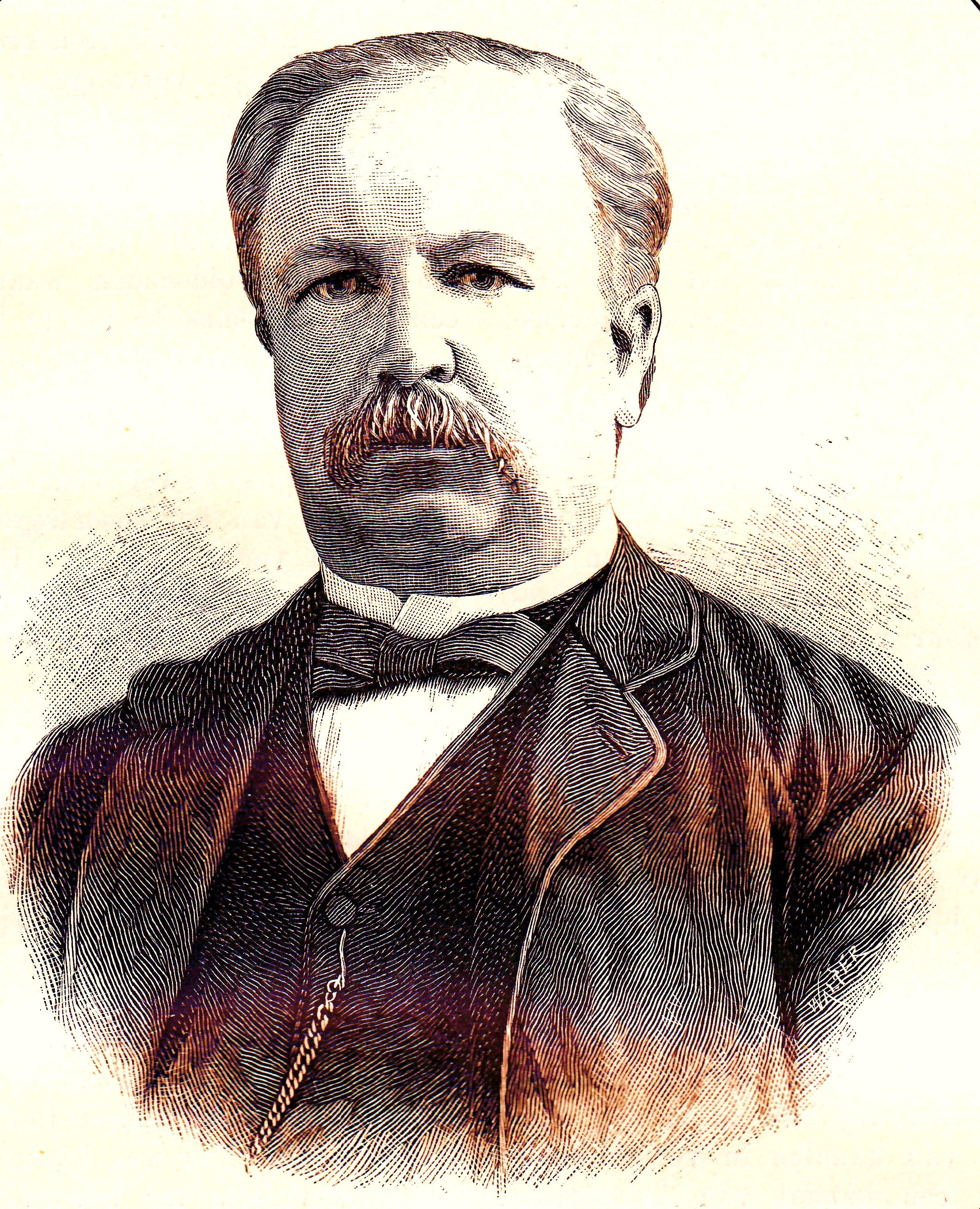
Tak van Poortvliet (1891)

Nach seinem Ausscheiden aus der Regierung wurde Johannes Tak van Poortvliet am 16. Mai 1894 erneut Mitglied der Zweiten Kammer der Generalstaaten und vertrat dort zunächst bis September 1897 wieder den Wahlkreis Amsterdam, ehe er zwischen September 1897 und dem 24. Januar 1901 den Wahlkreis Beverwijk vertrat. Während seiner Parlamentszugehörigkeit schloss er sich innerhalb der Fraktion der Liberalen Union zunächst vom 16. Mai 1894 bis September 1897 dem Progressiv Liberalen Kammerklub (Vooruitstrevend-Liberale Kamerclub) sowie danach zwischen September 1897 und Januar 1901 dem Freisinnig-Demokratischen Kammerklub (Vrijzinnig-Democratische Kamerclub) an. 1896 war er der einzige Abwesende bei der Abstimmung über den vom damaligen Innenminister Samuel van Houten vorgelegten Entwurf eines Wahlgesetzes. Daneben wurde er 1896 auch Hauptverwalter (Hoofdingland) des Deichverbandes Rheinland in Leiden (Hoogheemraadschap van Rijnland) und war zudem zeitweilig auch Vorsitzender des Aufsichtsrates der Dampfschifffahrtsgesellschaft Stoomvaartmaatschappij Zeeland, deren Mitbegründer und Aktionär er war. Im November 1897 sprach er aufgrund seiner Krankheit zum letzten Mal im Plenum der Zweiten Kammer. Während seiner Parlamentszugehörigkeit war er zwischen November 1899 und März 1900 Mitglied des Zentralausschusses der Kammer sowie zuletzt 1901 Vorsitzender des Ausschusses der Berichterstatter für Innere Angelegenheiten.
Nachdem er aus der Zweiten Kammer ausgeschieden war, wurde Tak van Poortvliet trotz seiner Krankheit am 31. Januar 1901 noch einmal Mitglied der Ersten Kammer der Generalstaaten und vertrat im Oberhaus des Parlaments bis zu seinem Tode am 26. Januar 1904 abermals die Provinz Noord-Holland. In den letzten Jahren seines Lebens konnte er sich krankheitsbedingt kaum noch verständigen.
Nach seinem Tode wurde er auf dem Oud Eik en Duinen-Friedhof in Den Haag beigesetzt. Seine Tochter war die Kunstsammlerin Marie Tak van Poortvliet (1871–1936), nach der das Marie Tak van Poortvliet Museum in Domburg benannt wurde. Zu seinen Verwandten gehörten der Journalist und Politiker Pieter Lodewijk Tak (1848–1907), der zwischen 1905 und seinem Tode 1907 ebenfalls Mitglied der Zweiten Kammer war, sowie Pieter Dumon Tak (1867–1943), der zwischen 1915 und 1932 Bürgermeister von Middelburg war.